# 야마자키 마루미
야마자키 마루미(일본어: 山崎 円美, 1990년 6월 9일 ~ )는 일본의 여자 축구 선수이다.

## 국가대표팀 경력
그녀는 2013년 알가르브컵에 참가할 일본 국가대표팀에 발탁되었으며, 3월 6일 노르웨이와의 경기에서 데뷔했다. 2013년 EAFF 여자 동아시안컵에도 출전했다. 그녀는 국제 A매치 통산 4경기에 출전했다.

## 통계
| 일본 | 일본 | 일본 |
| 연도 | 출전 | 득점 |
| ---- | ---- | ---- |
| 2013 | 4    | 0    |
| 통산 | 4    | 0    |